# Auckland Philharmonia Orchestra

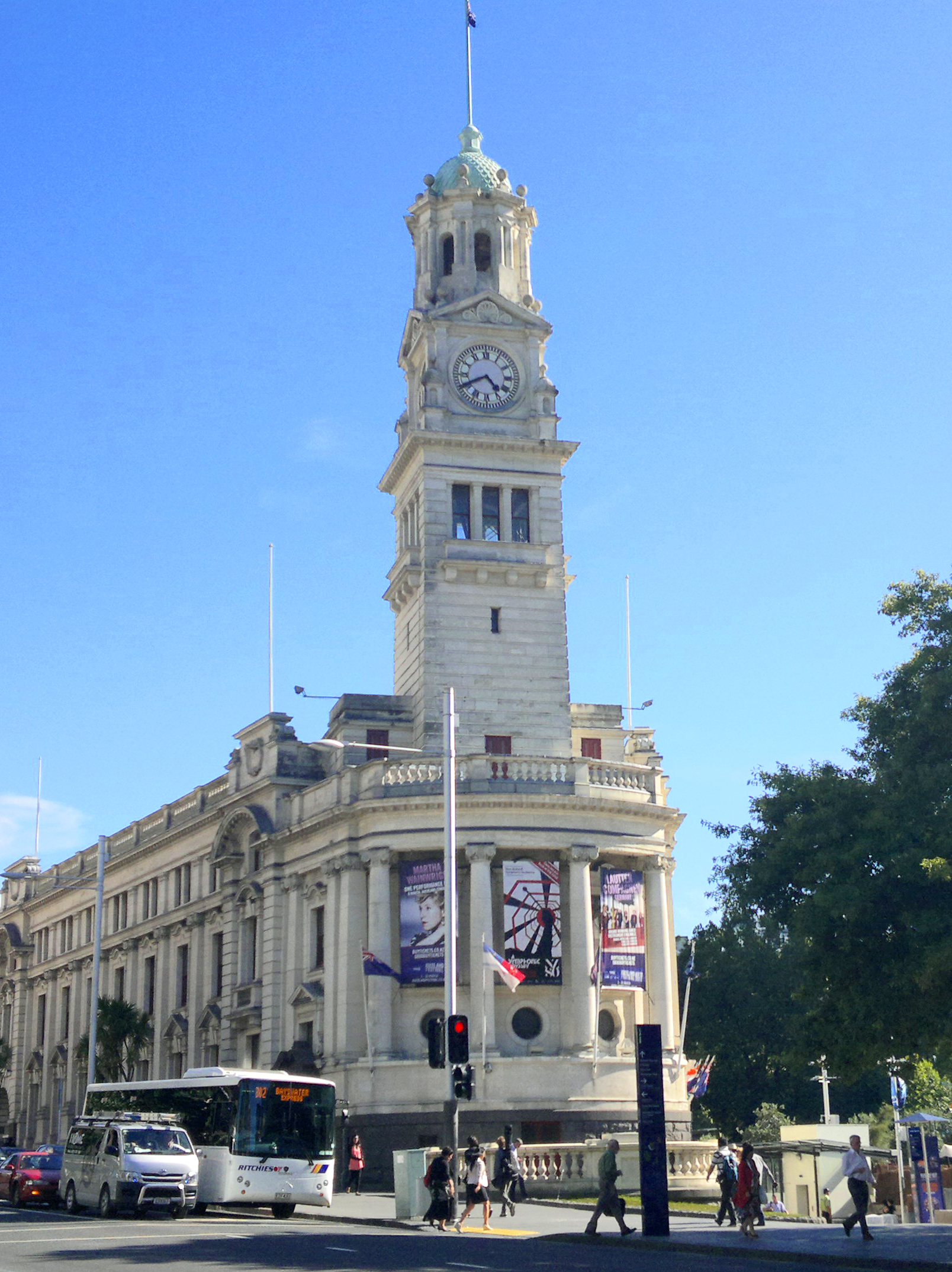
Die Auckland Town Hall, Heimspielstätte des APO.

Das Auckland Philharmonia Orchestra (APO) ist ein Sinfonieorchester aus der neuseeländischen Großstadt Auckland. Die Heimspielstätte des 1980 gegründeten Ensembles ist die Auckland Town Hall. Unter der derzeitigen Leitung von Giordano Bellincampi fungiert es zudem als Begleitorchester der New Zealand Opera sowie des Royal New Zealand Ballet. 

## Geschichte
Das Orchester wurde 1980 von Musikern ins Leben gerufen, wobei die neu gegründete Auckland Philharmonia Society Inc als Rechtsträger diente. 25 Jahre lang war diese Gesellschaft für die künstlerische Leitung verantwortlich, während Angelegenheit des Managements und der Finanzen von einem Beirat übernommen wurden. Im Jahre 2005 erfolgte ein grundlegender Strukturwandel, in dessen Folge nun die Auckland Philharmonia Foundation und die Society gemeinsam die Geschicke des Orchesters leiten. Dabei bleibt die Society für künstlerische und die Foundation für finanzielle Belange zuständig.
Das Auckland Philharmonia Orchestra führt, neben der Kooperation mit der New Zealand Opera sowie des Royal New Zealand Ballet, über 50 Konzerte jährlich auf. Zudem ist es in Zusammenarbeit mit dem neuseeländischen Ministerium für Kultur im Bereich der musikalischen Nachwuchsförderung tätig. Seit 2016 steht es unter der Leitung von Giordano Bellincampi, der diese Position von Eckehard Stier übernahm, der am APO von 2009 bis 2015 tätig war. Vorherige musikalische Direktoren waren unter anderem John Hopkins und Miguel Harth-Bedoya.

## Bedeutende Musikschaffende am APO
| Dirigenten - Wladimir Aschkenasi - Giordano Bellincampi - Roy Goodman - Miguel Harth-Bedoya - Eckehard Stier | Solisten - Noah Bendix-Balgley - Sarah Chang - Isabelle Faust - James Morrison - Cédric Tiberghien |